# Drapeau de Hambourg
Il y a officiellement trois drapeaux de Hambourg : un drapeau civil (Landesflagge), un drapeau d'État (Staatsflagge) et un drapeau de l'amirauté (Admiralitätsflagge). Chaque drapeau est composé d'un fond rouge sur lequel est apposé une variante des armoiries de la ville de Hambourg.

## Vue d'ensemble

### Drapeau civil
Le drapeau civil est constitué d'un château blanc à trois tours sur un fond rouge. On fait remonter les origines de l'utilisation de ce château comme symbole de la ville de Hambourg jusqu'en 1241, où il apparaît sur certains sceaux. Le premier drapeau utilisant ce château date du milieu du XVIe siècle. On estime toutefois qu'il était composé d'un château rouge, et non blanc, accompagné d'un écu blanc sur fond rouge. Aux alentours de 1623, l'écu commence à être petit à petit abandonné au profit d'un château rouge sur fond blanc ou bien d'un château blanc sur fond rouge. 
Ce n'est qu'en 1751 que le drapeau au château blanc sur fond rouge est décrété drapeau de Hambourg. Le drapeau est adopté dans sa version actuelle en 1834.

### Drapeau d'État
Si n'importe qui peut faire flotter le drapeau civil, l'utilisation du drapeau d'État est en revanche strictement réservée au Sénat de Hambourg (Senat der Freien und Hansestadt Hamburg). Il fut créé en 1897, à l'occasion de l'inauguration de la nouvelle mairie de Hambourg.

### Drapeau de l'amirauté
Le drapeau de l'amirauté est uniquement utilisé sur les bâtiments liés à la marine de Hambourg et en tant que pavillon de beaupré par la police maritime (Wasserschutzpolizei) de Hambourg, puisqu'il n'y a aujourd'hui plus de véritables navires de guerre placés sous le commandement de la ville. 
Il comporte les armoiries de l'amirauté de Hambourg, en usage depuis 1642.